# 麥理覺
麥理覺爵士，OBE，ISO，JP（1924年1月30日—2014年7月14日），前香港政府官員，曾任行政、立法兩局議員。

## 簡歷

### 早期公務及商務經歷
麥理覺在1924年1月30日於愛丁堡出生，其後在Dux Boy Aberhill H.G. School就讀，取得蘇格蘭高中教育證書，後來於哈爾頓皇家空軍（RAF Halton）工業訓練第一校取得工業訓練文憑。1951年，他隨皇家空軍來到香港，及後加入香港政府，擔任行政主任，其後被升至政務主任職級。
六七暴動時，麥理覺正任工商署助理署長，同時秘密在心戰室工作打擊中共宣傳。由於他在這次暴動中表現出色，因而在1971年獲頒帝國服務勳章。他在工商科服務22年後，於1973年退出香港政府公務。退出公務後，英國政府於1976年向他頒授大英帝國官佐勳章，表揚他的成就。
其後，他在1975年至1988年間擔任香港總商會總裁。總商會在他的領導下開始有華人出任主席一職。他判斷準確，現時總商會位於金鐘統一中心的會址是麥理覺在任期間購入。他亦曾是香港華人銀行的副主席。

### 政治生涯
1988年立法局選舉，他在總商會所擁有的商界（第一）功能界別中參選。與保守派的候選人伍小貞相反，他是這個界別的民主派候選人，他要求加快香港的民主進程。最後，麥理覺獲478票勝出，比伍小貞的236票多近兩倍。他在選舉後道「這是更進一步民主的勝利」。
1989年5月，他與醫學界的立法局議員梁智鴻合組香港民主促進會。他在1991年立法局選舉再度勝出，對手同為保守派的鄭明訓，他共獲得487票，而鄭則獲得416票。在1994年選舉制度改革投票中，他支持彭定康所提出的新九組方案。1995年，他更支持劉慧卿所提出的全面直選所有議席方案。
在中英關係因彭定康的政改方案變得緊張時，在1994年的總商會總務委員會選舉中，他獲得一個羞辱性的結果。他在選舉中只獲543票支持（總票數：2000票），他亦因此而被剔出自1989年來加入的委員會。他認為他的落敗是因為總商會正邁向一個更親共的立場。他亦被逼辭去香港華人銀行副主席的職位，原因是他的民主化立場。其後，他不再參與立法局的選舉。
1995年10月，麥理覺被委任為行政局議員，接替退休的鄧蓮如女男爵。雖然如此，他留任香港民主促進會會員及顧問職位，直至1997年他離開香港為止。
在英屬香港時期結束前夕，他與曾蔭權一同被封為爵士。在此之後，他離開香港，前往加拿大度過退休生活。

## 退休生活及辭世
麥理覺在加拿大生活時，對於園藝及打高爾夫球很有興趣。他亦非常留意香港所發生的時事。他在晚年時，雙腿的衰退已令他難以走路。最後，他在2014年7月14日病逝，享年90歲，去世時家人陪伴在側。